# Новалеза
Новалѐза (на италиански: Novalesa; на пиемонтски: Novaleisa, Новалейза, на окситански: Nonalesa, Ноналеза, на френски: Novalaise, Новалез) е село и община в Метрополен град Торино, регион Пиемонт, Северна Италия. Разположено е на 826 m надморска височина. Към 1 януари 2020 г. населението на общината е 526 души, от които 10 са чужди граждани.